# Geno Ferny
Pour les articles homonymes, voir Ferny.
Geno Ferny ou Géno Ferny est un acteur français né à Marseille le 29 mars 1877 et mort à Boulogne-Billancourt (Hauts-de-Seine) le 23 janvier 1972.

## Filmographie partielle
- 1934 : Le Grand Jeu de Jacques Feyder
- 1934 : La Maison dans la dune de Pierre Billon
- 1935 : Ma belle Marseille de Maurice Tourneur
- 1935 : Crime et Châtiment de Pierre Chenal
- 1935 : Un oiseau rare de Richard Pottier
- 1935 : Deuxième bureau de Pierre Billon
- 1935 : Touche-à-tout de Jean Dréville
- 1937 : À minuit, le 7 de Maurice de Canonge
- 1938 : La Maison du Maltais de Pierre Chenal
- 1938 : Adrienne Lecouvreur de Marcel L'Herbier
- 1938 : Le Roman de Werther de Max Ophüls
- 1939 : Raphaël le tatoué de Christian-Jaque
- 1939 : Pièges de Robert Siodmak
- 1942 : Simplet de Fernandel
- 1947 : Plume la Poule, de Walter Kapps
- 1947 : Un flic de Maurice de Canonge
- 1948 : Erreur judiciaire de Maurice de Canonge
- 1952 : Son dernier Noël de Jacques Daniel-Norman